# Peter Stormare
Peter Stormare, pseudonimo di Peter Ingvar Rolf Storm (Arbrå, 27 agosto 1953), è un attore e cantante svedese.
Grazie alla sua capacità di imitare diversi accenti, è molto richiesto dal cinema statunitense per le interpretazioni di personaggi di origine europea di varie nazionalità, oltretutto, molto spesso, piuttosto eccentrici o di dubbia moralità.

## Biografia

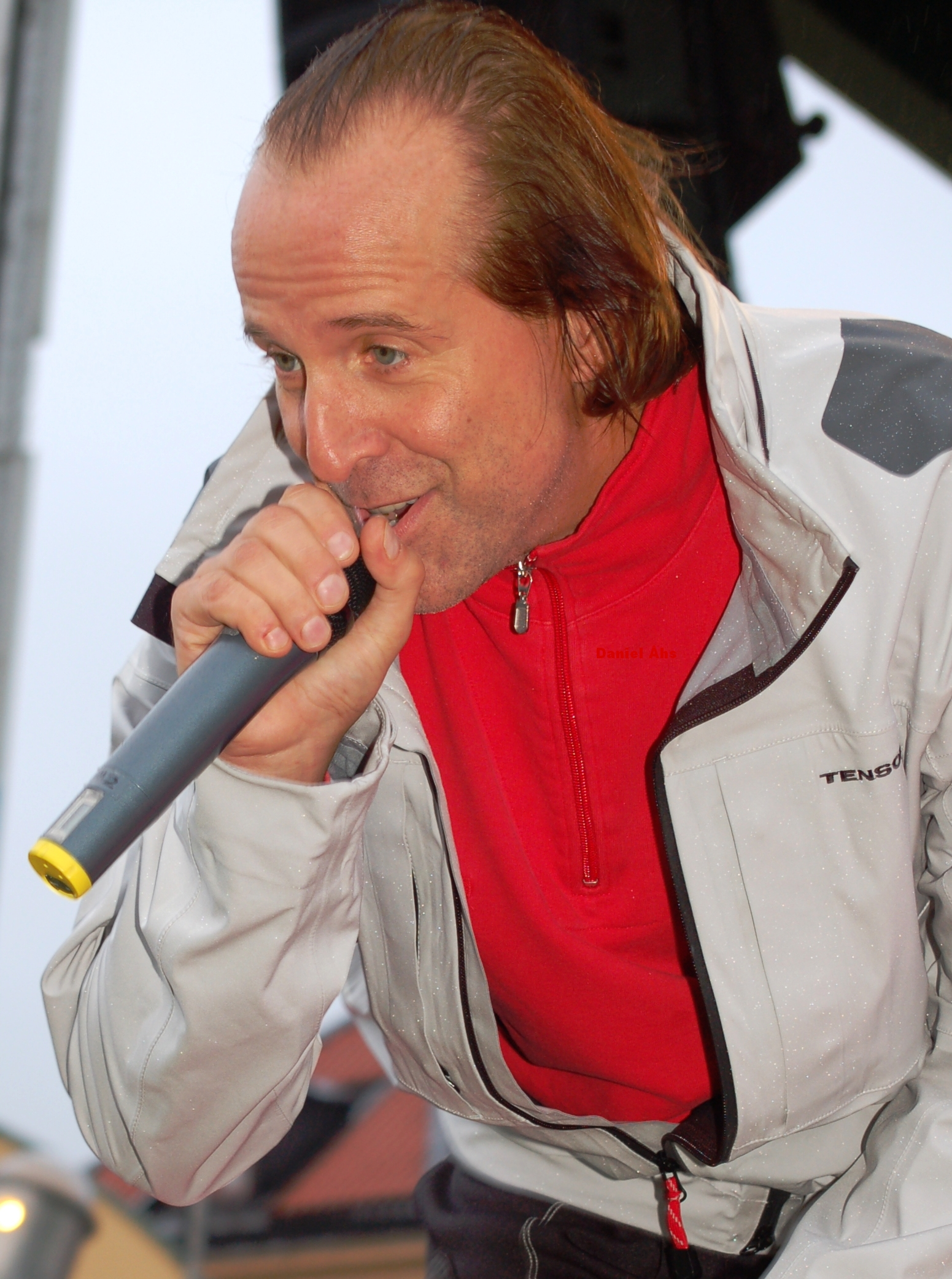
Peter Stormare al Gröna Lund di Stoccolma nel 2008

Ha fatto parte per undici anni del Teatro Nazionale di Svezia e, nel 1990, è stato direttore artistico del Globe Theatre di Tokyo portando in scena opere teatrali shakespeariane. Si è affermato in teatro con classici quali Amleto (per la regia di Ingmar Bergman), Don Giovanni e Cyrano de Bergerac. Il grande regista svedese Ingmar Bergman è considerato il suo scopritore. Nei primi anni novanta ha alternato lavori negli Stati Uniti e in Svezia, dopo essersi trasferito a New York dal 1993.
Alto oltre un metro e novanta, si è fatto notare per la sua interpretazione in Risvegli (1990) di Penny Marshall, suo debutto hollywoodiano. Dopo aver preso parte a Fargo (1996), è tornato a lavorare con i fratelli Coen in un ruolo eccentrico (uno dei nichilisti) nel film Il grande Lebowski (1998), quindi è stato un membro della squadra InGen ne Il mondo perduto - Jurassic Park di Steven Spielberg.
Ha avuto una parte come astronauta russo in Armageddon - Giudizio finale (1998) e ha trapiantato un nuovo paio di occhi a Tom Cruise in un altro film di Spielberg, Minority Report (2002). Inoltre ha recitato anche in Chocolat, con Johnny Depp, e in Windtalkers di John Woo. Appare in Birth - Io sono Sean con Nicole Kidman, nel film di Terry Gilliam I fratelli Grimm e l'incantevole strega, interpretando Ernst Röhm ne Il giovane Hitler (2003) e nella parte di Lucifero in Constantine (2004).
Non è solo conosciuto come attore cinematografico e teatrale, ma anche come musicista: infatti sul set di The Million Dollar Hotel (1999) ha conosciuto Bono che lo ha incoraggiato ad incidere un album, pubblicato nel 2002 col titolo Dallerpölsa och småfåglar. Stormare, quando non è impegnato a recitare, suona in un gruppo di Los Angeles, i Blonde From Fargo, con i quali si destreggia tra basso, chitarra e canto, oltre a comporre testi e musiche.

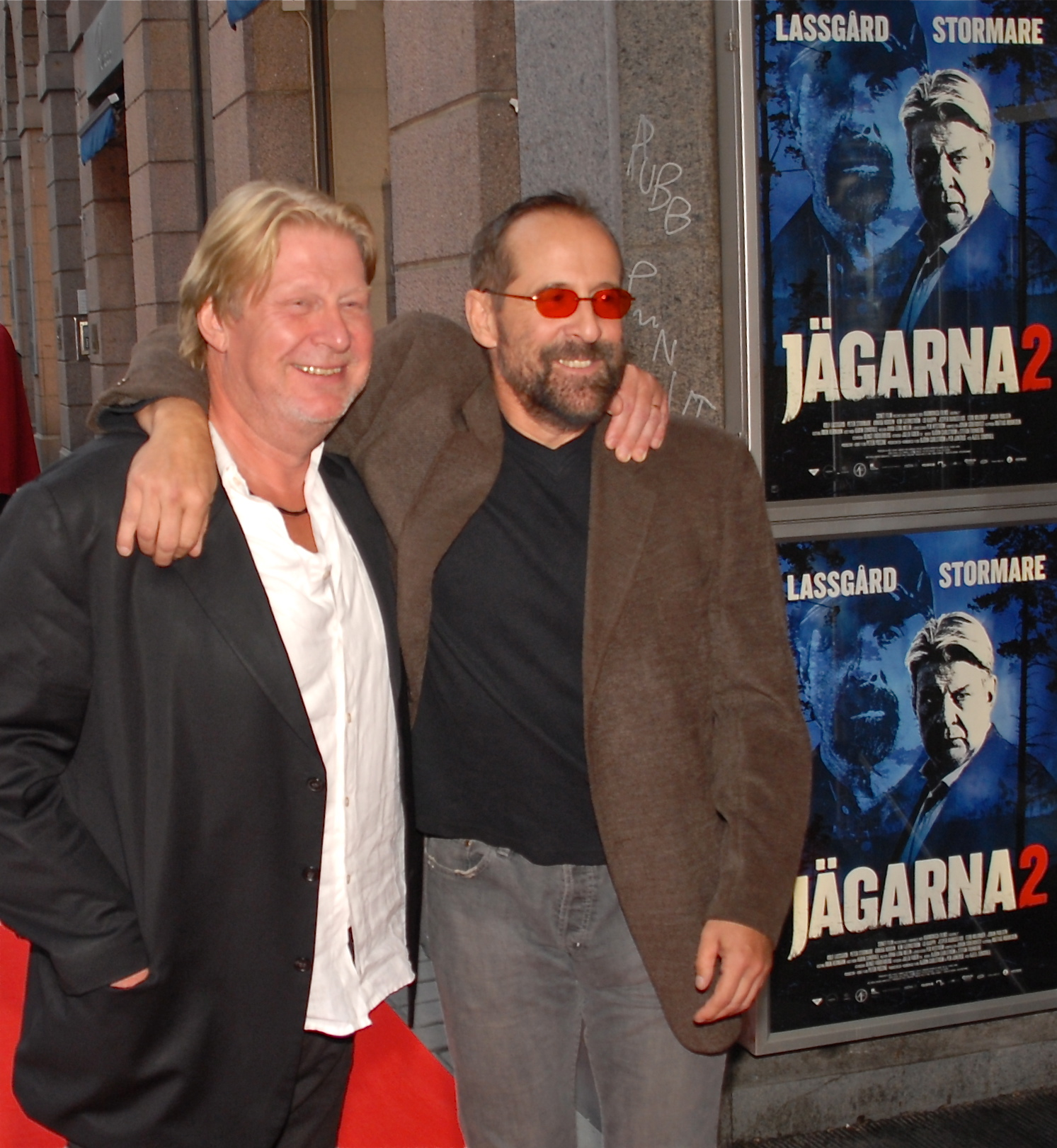
Peter Stormare con Rolf Lassgård a Stoccolma nel 2011

Tra il 2005 e il 2006, una delle sue interpretazioni più interessanti che l'hanno reso noto anche al piccolo schermo è quella di John Abruzzi nelle prime due stagioni di Prison Break, serie televisiva ambientata in un carcere, dove Stormare interpreta un boss mafioso di origine italiana. Nel 2010 compare nel video Uprising dei Sabaton, gruppo heavy metal svedese, dove interpreta un generale tedesco.
Nel 2013 ricopre il ruolo di Ink nel film Educazione siberiana del regista italiano Gabriele Salvatores; nello stesso anno recita anche in Hansel & Gretel - Cacciatori di streghe, The Last Stand - L'ultima sfida con Arnold Schwarzenegger e The Zero Theorem - Tutto è vanità. Nel 2014 interpreta Werner Zytle, il nuovo Conte Vertigo nella serie televisiva Arrow. Nel 2015 presta le sembianze e la voce allo psichiatra Dr. Alan Hill nel videogioco a tema survival horror Until Dawn, distribuito in esclusiva per PlayStation 4, tramite la tecnica del motion capture.

### Vita privata
Già sposato dal 1989 al 2006 con l'attrice Karen Sillas, dal 2008 è sposato con Toshimi Stormare, di origine giapponese, con cui ha avuto una figlia, Kaiya Bella Luna (2009). Anche padre di Kelly (1989), nata da una precedente relazione, attualmente vive a New York con la sua famiglia. Era amico del regista Ingmar Bergman. È inoltre padrino dell'attore Gustaf Skarsgård.

## Filmografia

### Attore

#### Cinema
- Den Frusna leoparden (1986)
- Mälarpirater (1987)
- Risvegli (Awakenings), regia di Penny Marshall (1990)
- Freud flyttar hemifrån..., regia di Susanne Bier (1991)
- Riflessi in un cielo scuro (1991)
- Il danno (Fatale), regia di Louis Malle (1992)
- Le polygraphe (1996)
- Fargo, regia di Joel Coen (1996)
- Vanità e affanni (Larmar och gör sig till), regia di Ingmar Bergman (1997)
- Il mondo perduto - Jurassic Park (The Lost World: Jurassic Park), regia di Steven Spielberg (1997)
- Playing God, regia di Andy Wilson (1997)
- Il comandante Hamilton (Hamilton) (1998)
- Il grande Lebowski (The Big Lebowski), regia di Joel Coen (1998)
- Codice Mercury (Mercury Rising), regia di Harold Becker (1998)
- Armageddon - Giudizio finale (Armageddon), regia di Michael Bay (1998)
- 8mm - Delitto a luci rosse (8 mm), regia di Joel Schumacher (1999)
- Amor nello specchio, regia di Salvatore Maira (1999)
- The Million Dollar Hotel, regia di Wim Wenders (1999)
- Bruiser - La vendetta non ha volto (Bruiser), regia di George A. Romero (2000)
- Circus (2000)
- Dancer in the Dark, regia di Lars von Trier (2000)
- Chocolat, regia di Lasse Hallström (2000)
- Maial Campers - Porcelloni al campeggio (Happy Campers), regia di Daniel Waters (2001)
- Bad Company - Protocollo Praga (Bad Company), regia di Joel Schumacher (2002)
- Spun, regia di Jonas Åkerlund (2002)
- Windtalkers (Windtalkers), regia di John Woo (2002)
- Minority Report, regia di Steven Spielberg (2002)
- Lo smoking (The Tuxedo), regia di Kevin Donovan (2002)
- Bad Boys II, regia di Michael Bay (2003)
- Birth - Io sono Sean (Birth), regia di Jonathan Glazer (2004)
- Constantine, regia di Francis Lawrence (2005)
- 2001 Maniacs, regia di Tim Sullivan (2005)
- I fratelli Grimm e l'incantevole strega (The Brothers Grimm), regia di Terry Gilliam (2005)
- Super Nacho (Nacho Libre) (2006)
- Identità sospette (Unknown), regia di Simon Brand (2006)
- Premonition, regia di Mennan Yapo (2007)
- Anamorph - I ritratti del serial killer (Anamorph), regia di Henry S. Miller (2007)
- Boot Camp, regia di Christian Duguay (2008)
- Insanitarium, regia di Jeff Buhler (2008)
- The Horsemen (Horsemen), regia di Jonas Åkerlund (2009)
- Parnassus - L'uomo che voleva ingannare il diavolo (The Imaginarium of Doctor Parnassus), regia di Terry Gilliam (2009)
- Henry's crime regia di Malcolm Venville (2010)
- Janie Jones, regia di David M. Rosenthal (2010)
- Dylan Dog - Il film (Dylan Dog: Dead of Night), regia di Kevin Munroe (2010)
- Small Apartments, regia di Jonas Åkerlund (2012)
- Viaggio in paradiso (Get the Gringo), regia di Adrian Grunberg (2012)
- Lockout, regia di James Mather e Stephen St. Leger (2012)
- The Last Stand - L'ultima sfida (The Last Stand), regia di Kim Ji-woon (2013)
- Hansel & Gretel - Cacciatori di streghe (Hansel and Gretel: Witch Hunters), regia di Tommy Wirkola (2013)
- Educazione siberiana, regia di Gabriele Salvatores (2013)
- Bad Milo!, regia di Jacob Vaughan (2013)
- Pain & Gain - Muscoli e denaro (Pain & Gain), regia di Michael Bay (2013)
- The Zero Theorem - Tutto è vanità (The Zero Theorem), regia di Terry Gilliam (2013)
- Tokarev, regia di Paco Cabezas (2014)
- Clown, regia di Jon Watts (2014)
- 22 Jump Street, regia di Phil Lord e Christopher Miller (2014)
- Mall, regia di Joe Hahn (2014)
- Ritorno alla vita (Every Thing Will Be Fine), regia di Wim Wenders (2015)
- Rupture, regia Steven Shainberg (2016)
- John Wick - Capitolo 2 (John Wick: Chapter 2), regia di Chad Stahelski (2017)
- Kill 'Em All, regia di Peter Malota (2017)
- Songbird, regia di Adam Mason (2020)
- Day Shift - A caccia di vampiri (Day Shift), regia di J. J. Perry (2022)
- Tuesday Club - Il talismano della felicità, regia di Annika Appelin (2022)
- Muti - The Ritual Killer, regia di George Gallo (2023)
- Until Dawn - Fino all'alba (Until Dawn), regia di David F. Sandberg (2025)

#### Televisione
- Il giovane Hitler (2003) - miniserie TV, regia di Christian Duguay
- Prison Break - serie TV (2005-2006)
- Detective Monk (Monk) - serie TV, episodio 6x14 (2008)
- Entourage - serie TV (2009)
- The Blacklist - serie TV (2014)
- Psych - serie TV, episodio 8x04 (2014)
- Manhattan - serie TV (2014-2015)
- Arrow - serie TV (2014-2015)
- Longmire - serie TV (2014)
- Midnattssol - serie TV, 2 episodi (2016)
- Swedish Dicks - serie TV (2016-2017)
- American Gods - serie TV (2017)
- LA to Vegas - serie TV (2018)
- 1923 – serie TV, episodio 1x05 (2023)

### Doppiatore
- Mercenari: Pagati per distruggere (Mercenaries: Playground of Destruction) (2005)
- Batman contro Dracula (2005)
- Gnomes and Trolls: The Forest Trial (2008)
- Scooby Doo e il mistero del circo (2013)
- I pinguini di Madagascar (Penguins of Madagascar), regia di Eric Darnell e Simon J. Smith (2014)
- Until Dawn - videogioco (2015)
- Nut Job 2 - Tutto molto divertente (The Nut Job 2: Nutty by Nature), regia di Cal Brunker (2017)
- Fast and Furious Crossroads – videogioco (2020)
- Twilight of the Gods - serie animata (2024)

### Video musicali
- Sabaton - Uprising
- LINDEMANN - Steh auf
- LINDEMANN - Frau & Mann

## Discografia parziale

### Album
- 2002 - Dallerpölsa & Småfåglar

### Singoli
- 2007 - Seven Seas con The Poodles

## Doppiatori italiani
Nelle versioni in italiano delle opere in cui ha recitato, Peter Stormare è stato doppiato da:
- Massimo Lodolo in Bad Boys II, I fratelli Grimm e l'incantevole strega, Insanitarium, Bad Milo!, Clown, Day Shift - A caccia di vampiri
- Pasquale Anselmo in Armageddon - Giudizio finale, Lockout, The Last Stand - L'ultima sfida, LA to Vegas, Until Dawn - Fino all'alba
- Gerolamo Alchieri in Chocolat, Birth - Io sono Sean, Psych, Rake, American Gods
- Roberto Pedicini in Identità sospette, Anamorph - I ritratti del serial killer, Arrow, Manhattan
- Saverio Indrio ne Lo smoking, The Killing Room, Hansel & Gretel - Cacciatori di streghe, 1923
- Stefano De Sando in Playing God, Detective Monk, Viaggio in paradiso
- Roberto Draghetti in Dancer in the Dark, Premonition, Small Apartments
- Vladimiro Conti in Joey, CSI - Scena del crimine, Pain & Gain - Muscoli e denaro
- Dario Penne in 8mm - Delitto a luci rosse, Minority Report, Constantine
- Ennio Coltorti in Body of Proof, Hawaii Five-0, Songbird
- Stefano Mondini in Wilfred, Small Town Murder Songs, Tracker
- Nino Prester in Rivegli, Il mondo perduto - Jurassic Park
- Rodolfo Bianchi in Prison Break, Dylan Dog - Il film
- Paolo Marchese in NCIS - Los Angeles, Covert Affairs
- Francesco Pannofino in Amor nello specchio, Bad Company - Protocollo Praga
- Alberto Bognanni in Rupture, La rosa velenosa
- Antonio Palumbo in Ritorno alla vita
- Wladimiro Grana in The Horsemen
- Massimo Lopez in 22 Jump Street
- Manfredi Aliquò in Codice Mercury
- Eugenio Marinelli in Il giovane Hitler
- Paolo Buglioni in Windtalkers
- Massimo Rinaldi in Vanità e affini
- Mino Caprio in The Million Dollar Hotel
- Luigi Ferraro in Il Grande Lebowski
- Roberto Stocchi in Leverage
- Massimo Rossi in Heatstroke
- Gaetano Varcasia in Educazione siberiana
- Gianni Giuliano in Tokarev
- Mario Zucca in Bruiser - La vendetta non ha volto
- Michele Di Mauro in Spun
- Carlo Valli in Longmire
- Stefano Thermes in The Blacklist
- Mario Bombardieri in The Zero Theorem - Tutto è vanità
- Angelo Maggi in John Wick - Capitolo 2

Da doppiatore è sostituito da:
- Marco Balbi in Batman contro Dracula
- Paolo Buglioni in I pinguini di Madagascar
- Mario Scarabelli in Until Dawn
- Francesco De Francesco in Nut Job 2 - Tutto molto divertente

## Riconoscimenti
- 2009 - Guldbagge
  - Candidatura a miglior attore per Varg